# Marius Roelof Johan Brinkgreve
Marius Roelof Johan Brinkgreve là một người Hà Lan theo chủ nghĩa phát xít. 
Sinh ngày 1 tháng 8 năm 1888 tại Utrecht, mất ngày 17 tháng 7 năm 1966 tại Amersfoort.
Brinkgreve trong khi học cổ ngữ ở Utrecht, ông ta là thành viên của Hội sinh viên Utrechtsch Corps thuộc về lịch sử văn học. 
Nhóm này gồm có những nhà văn khác như Jacques Bloem, Annie Salomons và François Pauwels. 
Brinkgreve đã hoàn thành khóa học ngôn ngữ cổ điển của mình với bằng tiến sĩ. 
Kể từ thời gian ở Utrecht, Brinkgreve là một trong những người bạn tốt nhất của họa sĩ Erich Wichmann. 
Năm 1915, Brinkgreve đã tham gia vào kế hoạch của Wichmann nhằm thành lập một tạp chí về nghệ thuật. 
Theo van Doesburg và nhà văn Gelderen cũng tham gia vào những kế hoạch này. 
Các nhà xuất bản đã tiếp cận với Brinkgreve là WL & J. công ty xuất bản Brusse tại Rotterdam, đã chuẩn bị số tiền chi phí mỗi năm cho tạp chí là 3000 Gulden. 
Tuy nhiên, do Van Doesburg và Wichmann không lâu sau đó đã bỏ đi theo cách riêng của mình, cho nên các kế hoạch đã bị hủy bỏ.
Vào năm 1912 đến 1919, Brinkgreve làm giáo viên dạy ở trường Trung học của Thành phố Utrecht: Utrechts Stedelijk Gymnasium.
Đây là một ngôi trường Trung học nổi tiếng của Hà Lan. 
Sau đó ông được Carel Begeer giám đốc của nhà máy huy chương bạc Begeer tại đô thị Voorschoten ở Zuid-Holland, mời đến làm giám đốc cho một bộ phận trong nhà máy này.
Khoảng năm 1933 ông là một thành viên của hội đồng quản trị của Liên minh Quốc gia. 
Cùng năm đó ông cũng là một thành viên của hội đồng guản trị của Corporatieve Concentratie (là một tổ chức phát xít của Hà Lan).
Năm 1934, trong một thời gian ngắn ông là lãnh đạo của Vuurslag, một phong trào chính trị nổi lên từ những người Hà Lan theo phát xít. 
Trong thời gian chiếm đóng, ông luôn chống lại kinh doanh nghệ thuật của người Do Thái.